# Séguéla (departement)
Séguéla är ett departement i Elfenbenskusten. Det ligger i regionen Worodougou, i den centrala delen av landet, 250 km nordväst om huvudstaden Yamoussoukro.